# Цинуарди
Цинуарди (урарт. Dṣi-nu-ia-ar-di) — седьмое по значимости женское божество урартского пантеона.
Согласно урартским клинописным текстам, жертвоприношение для богини Цинуарди должно было составлять две овцы.
Большинство элементов урартской религии были заимствованы в Месопотамии, и богиня Цинуарди отождествляется с богиней Иштар.